# دیدبان حقوق بشر سوریه
دیدبان حقوق بشر سوریه (همچنین با نامِ SOHR, عربی: المرصد السوری لحقوق الإنسان) یک دفترِ مستندسازیِ مواردِ نقضِ حقوقِ بشر در جنگ داخلی سوریه است. این نهاد در ماهِ مه سال ۲۰۰۶ بنیاد نهاده شد. از آغازِ حملاتِ هوایی به نیروهای گروه داعش در سپتامبر سال ۲۰۱۴، این نهاد با رسانه‌های خبریِ بزرگ، همچون صدای آمریکا، رویترز، بی‌بی‌سی، سی‌ان‌ان و رادیوی عمومی ملی در موردِ شمارِ کشته‌های جنگجویانِ داعش و شهروندانِ غیرنظامیِ کشته شده در حملاتِ هوایی در سوریه، گفتگو و همکاری کرده‌است.

## دفتر
دفترِ این نهاد در کاونتری، بریتانیا قرار دارد و به وسیلهٔ رامی عبدالرحمن؛ یک مسلمانِ سنی اداره می‌شود.